# Wuchang

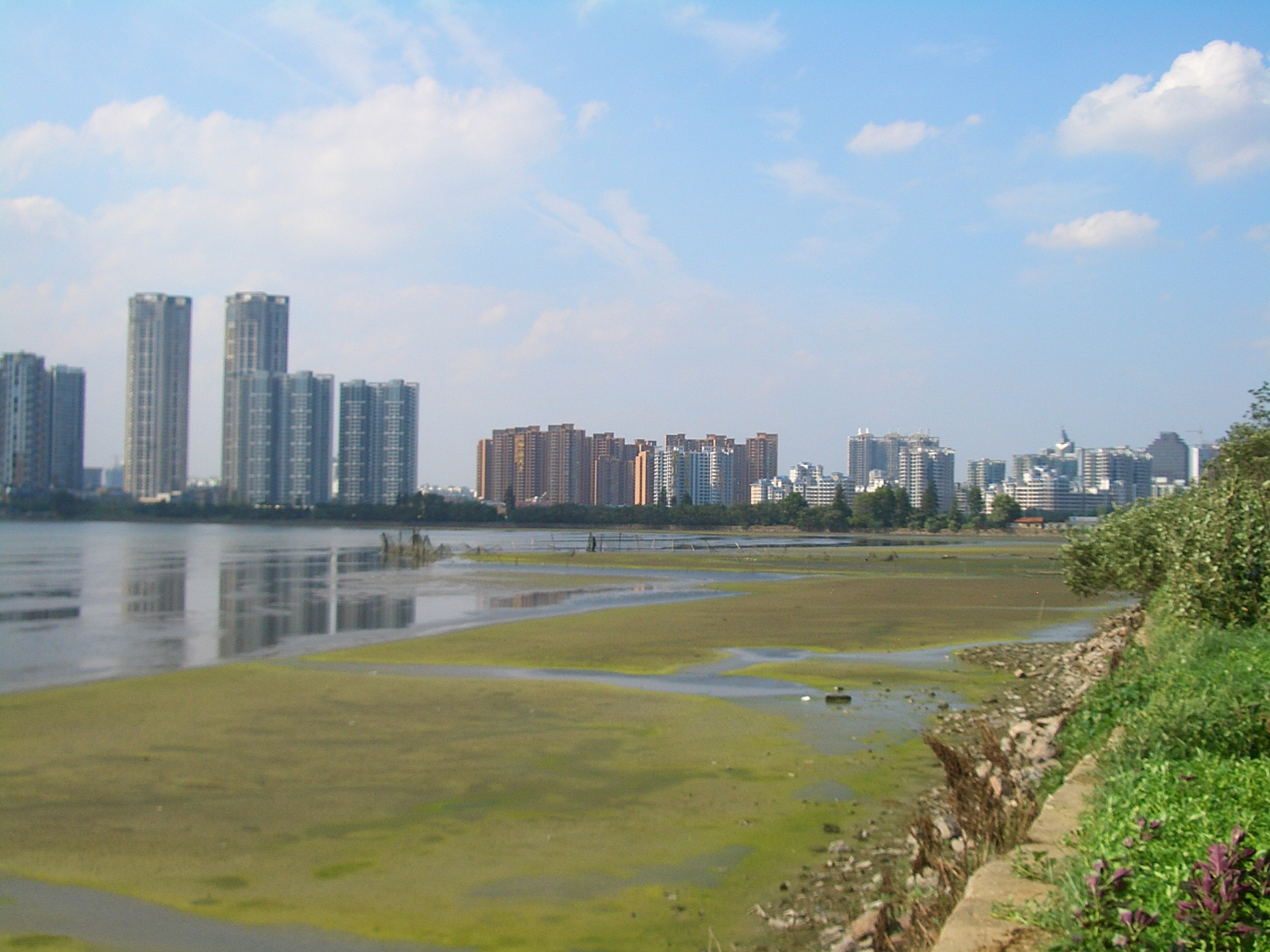
Der Shahu (武汉市沙湖, „Sand-See“) in Wuchang

Der Stadtbezirk Wuchang (chinesisch 武昌區 / 武昌区, Pinyin Wǔchāng Qū) ist ein Stadtbezirk der Unterprovinzstadt Wuhan, der Hauptstadt der Provinz Hubei in der Volksrepublik China. Er hat eine Fläche von 87,42 km² und zählt 1.285.400 Einwohner (Stand: Ende 2019).
Wuchang liegt am östlichen Ufer des Jangtsekiang, gegenüber der Mündung des Han Shui. Bis 1949 war Wuchang eine eigene Stadt, dann wurde es mit Hankou und Hanyang zur Stadt Wuhan fusioniert. 

## Geschichte
Die Stadt war im Oktober 1911 Schauplatz des Wuchang-Aufstandes, der die Xinhai-Revolution auslöste.

## Administrative Gliederung
Auf Gemeindeebene setzt sich der Stadtbezirk aus 14 Straßenvierteln zusammen. 